# 博格達尼 (維什戈羅德區)
51°1′48″N 30°14′45″E / 51.03000°N 30.24583°E
博赫達尼（烏克蘭語：Богдани）是位於烏克蘭北部的村莊，由基辅州维什霍罗德区的季梅爾市鎮負責管轄。該村面積0.6平方公里，海拔高度105米，2001年人口93，人口密度每平方公里155人。

## 画廊

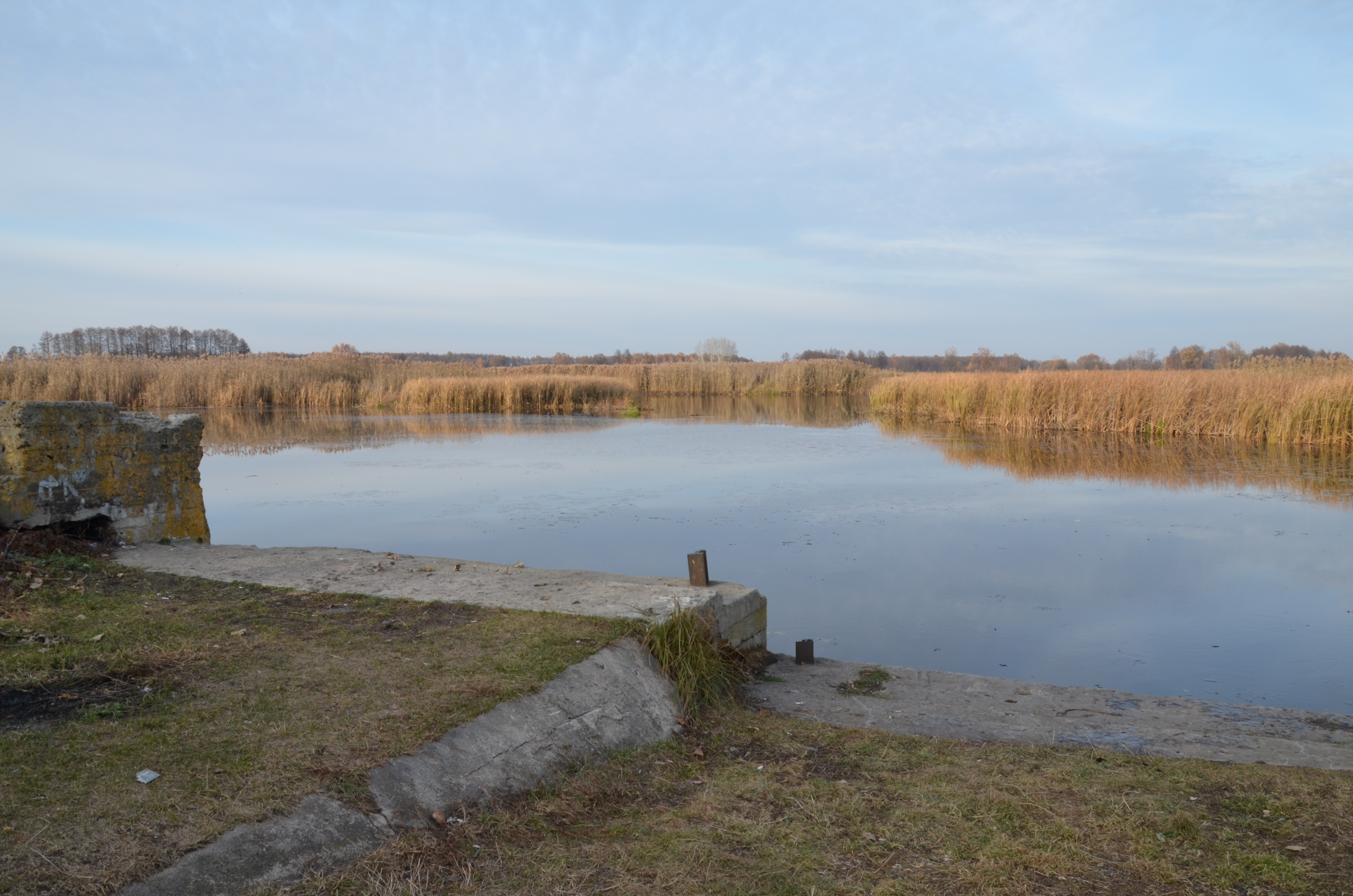
博格達尼 的前码头
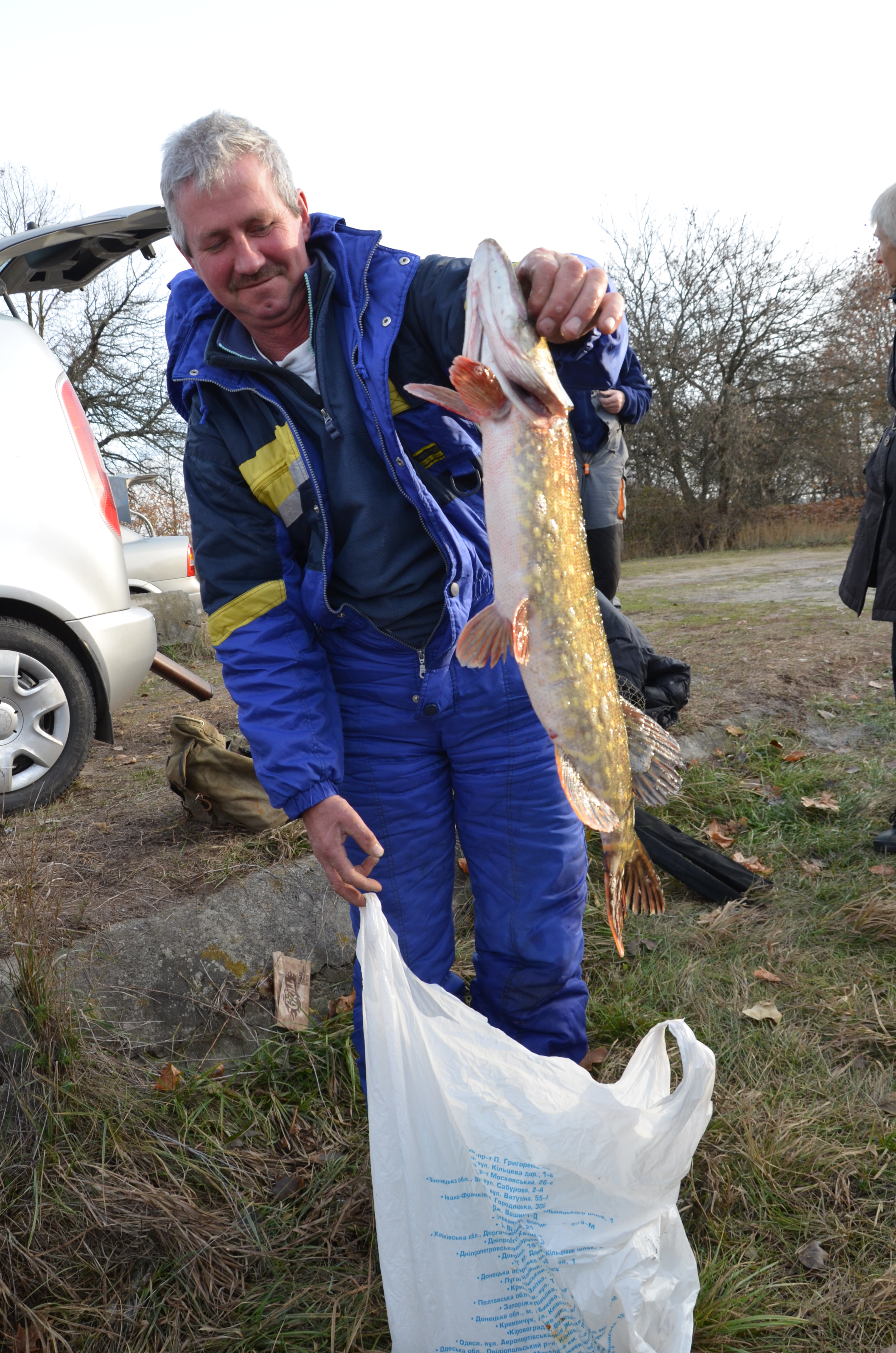
在 博格達尼 成功捕鱼